# نيكولاس هولت
نيكولاس كارادوك هولت  (بالإنجليزية: Nicholas Caradoc Hoult)‏ المعروف بـ (نيكولاس هولت) (ولد في 7 ديسمبر 1989، كنجهام، بيركشير، إنجلترا، المملكة المتحدة )، مغني وممثل وعارض أزياء إنجليزي.
أدى الدور الرئيسي في الفيلم الدرامي عن الولد الذي أنتجته شركة «يونيفرسل ستوديوز» في عام 2002. وعُرف بتأديته لدور (هانك ماكّوي الشاب) في سلسلة الأفلام التشويق «رجال-إكس: الدرجة الأولى»، «رجال-إكس: أيام المستقبل الماضي» التي أنتجتها شركة تونتيث سينتشوري فوكس، والذي حاز فيها على جائزة اختيار المراهقين. إضافةً إلى مشاركته في مسلسل قناة أيه فور التلفزيوني بشرات بدور شخصية توني ستونيم والذي حاز فيها على جائزة بافتا، وتمثيله في أفلام الحب الدافئ، جاك قاتل العمالقة.

## نشأته والتعليم
ولد نيكولاس هولت في كنجهام، بيركشير بإنجلترا -انتقل بعد ذلك إلى لوس أنجلوس، لوالدين إنجليزيين، فوالده يدعى روجيه هولت يعمل طيار في الخطوط الجوية البريطانية  وأمه (غلينيس براون) تعمل كمدرسة البيانو وهو الأبن الثالث من بين أشقائه الأربعة كلاريستا، جيمس، روزانا. وعمته الممثلة الراحلة آنا نياغل.
تدرب هولت على الباليه أمام شقيقاته، وفي المدرسة شارك في أستعراضات الباليه. ظهر نيكولاس هولت في العديد من أستعراضات الباليه ومنها: بحيرة البجع، كسارة البندق، وأيضاً مع الباليه الوطني، ولكنه أجّل الالتحاق بالباليه الوطني ليكمل مشاريعه في التمثيل. وقُبل في كنيسة مدرسة براكنيل في انكلترا، وأيضاً أجّل الالتحاق بالكنيسة ليكمل مشاريعه في التمثيل.

## مشواره الفني

### بداية عمله
في عام 1996 استُضيف هولت في مدرسة رانيل ومن هذه المدرسة حصل على فرصة لأداء دور «اللاعب الصغير» في فيلم العلاقات الحميمة. وفي نفس شارك أيضاً كضيف في مسلسل مصاب. في عام 1997 لعب دور «جون» في فيلم الدرامي السيد الأبيض يذهب إلى وستمنستر. وفي عام 1998 ظهر هولت كضيف شرف في حلقة واحدة من المسلسل التلفزيوني الشاهد الصامت. وفي عام 1999 شارك في مسلسل ألغاز روث رندل.

### 2006-2000
في عام 2000 ظهر هولت كضيف شرف في حلقة واحدة من المسلسل التلفزيوني The Bill. وفي عام 2001 شارك في العديد من المسلسلات التلفزيونية ومنها World of Pub، الأطباء، Holby City. وتمثيله في بعض حلقات المسلسل التلفزيوني نهوض الموتى. وفي نفس السنة ظهر هولت كضيف شرف في بعض حلقات المسلسل التلفزيوني Magic Grandad. وفي خريف 2002 لعب دور «ماركوس بريور» في فيلم الدرامي «عن الولد» الذي أنتجته شركة «يونيفرسل ستوديوز» أمام هيو غرانت، ريتشل وايز، توني كوليت. وفي نفس السنة ظهر هولت كضيف شرف في حلقة واحدة من المسلسل التلفزيوني القتل في العقل. وفي نفس السنة لعب دوراً في مسلسل القاضي جون ديد. وفي عام 2003 ظهر هولت كضيف شرف في بعض حلقات المسلسل التلفزيوني النجم. وتمثيله في المسلسل التلفزيوني كين إدي في عام 2004.
في عام 2005 أدى هولت دور البطولة في فيلم روائي طويل يدعى واه واه أمام ريتشارد جرانت، غابريل بيرن والممثلة إميلي واتسون. وفي نفس العام لعب دور «مايك» في فيلم الدرامي طقس الرجل أمام نيكولاس كيج، مايكل كين والممثلة هوب ديفيس. وفي نفس السنة ظهر هولت كضيف شرف في حلقة واحدة من المسلسل التلفزيوني الصيادون الغامضون. في مارس 2006 لعب شخصية «بليك» في فيلم Kidulthood.

### 2012-2007
في أعوام 2007 و2008، لعب هولت دور «توني ستونيم» في سلسلة مسلسلات قناة «أيه فور» الشهيرة «بشرات» أمام مايك بيلي وديف باتل وأبريل بيرسون وهانا موراي ولاريسا ويلسون وميتش هور وجو ديمبسي وايمي فيون ادواردز وكايا سكوديلاريو، والذي حاز على العديد من الجوائز العالمية. في تلك السلسلة، لعب هولت دور الولد الوسيم توني ستونيم وظهر أيضًا كقائد للفريق، زميلة الشخصية الرئيسية «أنور كارال» (ديف باتل).
في سبتمبر 2007 لعب شخصية «ديفيد فيليبس» في فيلم التلفزيوني البريطاني «نازل للجبل». في عام 2008 ظهر هولت كضيف شرف في حلقة واحدة من المسلسل التلفزيوني «والاندير». وفي خريف 2009 لعب دور «كيني بوتر» في فيلم الدرامي الرجل الأعزب الذي أنتجته شركة «وينشتاين كوباني» أمام كولين فيرث، ماثيو جوود، والممثلة العالمية جوليان مور. في عام 2010 أدى هولت دور البطولة في فيلم روائي طويل يدعى صراع الجبابرة أمام مادس ميكلسن، ليام نيسون، رالف فاينس، داني هيوستن، والممثلة جيما آرتيرتون. وفي نفس العام استُضيف هولت في فيديو كليب أغنية Lez Be Friends من الفرقة الغنائية «شبح منتصف الليل». وأيضاً في نفس العام قام بالأداء الصوتي في لعبة الفيديو Fable III. في عام 2011 قام هولت أيضًا في بطولة كوميدية قصيرة في فيلم القاعدة رقم ثلاثة.
وفي خريف 2011 لعب دور «هانك ماكّوي الشاب» في فيلم الخيال العلمي رجال-إكس: الدرجة الأولى الذي أنتجته شركة «تونتيث سينتشوري فوكس» أمام جيمس مكافوي، مايكل فاسبندر، كيفين بيكن، والممثلات جينيفر لورنس، روز بيرن، جانيوري جونز. وأيضاً في عام 2012 قام بالأداء الصوتي في الروبوت الدجاج.

### 2013 - الآن
في عام 2013 أدى هولت دور البطولة في فيلم روائي طويل يدعى جاك قاتل العمالقة أمام ايان ماكشين، ستانلي توكسي، بيل ناي، إيوان مكريغور، والممثلة اليانور توملينسون. وفي نفس العام لعب دور «مايك» في فيلم الدرامي أجسام دافئة أمام جون مالكوفيتش والممثلة تيريزا بالمر.
في عام 2014 سيؤدي أيضاً دور «هانك ماكّوي الشاب» في فيلم الخيال العلمي رجال-إكس: أيام المستقبل الماضي الذي أنتجته شركة «تونتيث سينتشوري فوكس»، أمام هيو جاكمان، بيتر دنكليج، إيان ماكيلين، باتريك ستيوارت، والممثلات جينيفر لورنس، هالي بيري، آنا باكوين، إلين بيج. وفي نفس العام سيؤدي دور «فليم ليفير» في فيلم الخيال العلمي Young Ones أمام مايكل شانون، كودي سميت-ماكفي والممثلة إيل فانينغ.
وفي خريف 2015 سيؤدي دور «سيلاس» في فيلم الدرامي Equals الذي أنتجته شركة «أيكون برودكشن»، أمام غاي بيرس والممثلات كريستين ستيوارت، جاكي ويفر. وفي نفس العام سيؤدي دور «ناكس» في فيلم الأكشن ماكس المجنون: الطريق المرعب أمام توم هاردي، والممثلة العالمية تشارليز ثيرون.

## اهتماماته الخاصة
في عام 2007 شارك هولت في العديد من مشاريع المؤسسات الخيرية مثل Christian Aid، والجمعية الوطنية لمنع القسوة ضد الأطفال. كما شارك في حملة الطعام لايكفي، وهي مؤسسة خيرية لإنهاء الجوع في العالم. وشارك أيضاً في مكافحة سرطان المراهقين الموثوق. ذكر في برنامج غراهام نورتون، بمعنا لقبه «كارادوك» آت من اللغة الويلزية وتعني «حبيب واحد».
في عام 2013 ذكرت وسائل الاعلام الاجتماعية الأمريكية أن نيكولاس هولت كان يواعد الممثلة العالمية جينفير لورنس أثناء تصوير فيلم رجال-إكس: الدرجة الأولى في عام 2011. وفي يناير 2013 أكدت وسائل الاعلام الاجتماعية بانتهاء العلاقة بينهما. وفي يوليو نفس العام ذكرت أيضاً وسائل الاعلام الاجتماعية مرة أخرى نيكولاس هولت يواعد الممثلة جينفير لورنس أثناء تصوير فيلم رجال-إكس: أيام المستقبل الماضي في عام 2013.
في عام 2014 شارك هولت في إعلان لشركة جاغوار بمناسبة إصدارها السيارة الرياضية الحديثة «جاكوار أف-تايب».

## فيلموغرافيا
| السنة | الفيلم                         | بالإنجليزية                  | ملاحظات           |
| ----- | ------------------------------ | ---------------------------- | ----------------- |
| 1996  | العلاقات الحميمة               | Intimate Relations           | بوبي              |
| 1997  | السيد الأبيض يذهب إلى وستمنستر | Mr White Goes to Westminster | جون               |
| 2002  | عن الولد                       | About a Boy                  | ماركوس بريور      |
| 2005  | واه واه                        | Wah-Wah                      | رالف كومبتون      |
| 2005  | طقس الرجل                      | The Weather Man              | مايك              |
| 2006  | كيدولتهوود                     | Kidulthood                   | بليك              |
| 2007  | نازل للجبل                     | Coming Down the Mountain     | ديفيد فيليبس      |
| 2009  | الرجل الأعزب                   | A Single Man                 | كيني بوتر         |
| 2010  | صراع الجبابرة                  | Clash of the Titans          | يوسابيوس          |
| 2011  | القاعدة رقم ثلاثة              | Rule Number Three            | مات               |
| 2011  | رجال-إكس: الدرجة الأولى        | X-Men: First Class           | هانك ماكّوي الشاب  |
| 2013  | أجسام دافئة                    | Warm Bodies                  | آر                |
| 2013  | جاك قاتل العمالقة              | Jack the Giant Slayer        | جاك (البطل)       |
| 2014  | يونغ أونس                      | Young Ones                   | فليم ليفير        |
| 2014  | رجال-إكس: أيام المستقبل الماضي | X-Men: Days of Future Past   | هانك ماكّوي الشاب  |
| 2015  | نظائر                          | Equals                       | سيلاس             |
| 2015  | ماكس المجنون: الطريق المرعب    | Mad Max: Fury Road           | ناكس              |
| 2015  | أقتل أصدقائك                   | Kill Your Friends            | ستيفن ستيلفوكس    |
| 2016  | رجال-إكس: نهاية العالم         | X-Men: Apocalypse            | هنري              |
| 2016  | كولايد                         | Collide                      | كاسي              |
| 2017  | ثائر في حقل الشوفان            | Rebel in the Rye             | دي جيه سالينجر    |
| 2017  | حداثة                          | Newness                      | مارتن             |
| 2017  | حرب التيارات                   | The Current War              | نيكولا تسلا       |
| 2018  | المفضل                         | The Favourite                | روبرت إيرل هارلي  |
| 2019  | توكلين                         | Tolkien                      | جون ر. تولكين     |
| 2019  | إكس-مان:عنقاء الظلام           | X-Men: Dark Phoenix          | هانك ماكّوي / بيست |
| 2022  | قائمة الطعام                   | The menue                    |                   |

| السنة     | المسلسل           | بالإنجليزية            | ملاحظات                                      |
| --------- | ----------------- | ---------------------- | -------------------------------------------- |
| 1996      | مصاب              | Casualty               | كريغ موريسي                                  |
| 1998      | الشاهد الصامت     | Silent Witness         | توم ايفانز                                   |
| 1999      | ألغاز روث رندل    | Ruth Rendell Mysteries | باري                                         |
| 2000      | ذا بيل            | The Bill               | هيو أوستن                                    |
| 2001      | ماجيك غرانداد     | Magic Grandad          | توم                                          |
| 2001      | هولبي سيتي        | Holby City             | أوسكار بانكس                                 |
| 2001      | الأطباء           | Doctors                | كونور فينش                                   |
| 2001      | نهوض الموتى       | Waking the Dead        | ماكس بريسون                                  |
| 2001      | وورلد أوف بوب     | World of Pub           | نفسه                                         |
| 2002      | القتل في العقل    | Murder in Mind         | أندرو ويلشر                                  |
| 2002      | القاضي جون ديد    | Judge John Deed        | جيسون باول                                   |
| 2003      | ستار              | Star                   | برادلي فيشر                                  |
| 2004      | كين إدي           | Keen Eddie             | إدوارد ميلز                                  |
| 2005      | الصيادون الغامضون | Mystery Hunters        | نفسه                                         |
| 2007-2008 | بشرات             | Skins                  | توني ستونيم                                  |
| 2008      | والاندير          | Wallander              | ستيفان فريدمان                               |
| 2012      | الروبوت الدجاج    | Keen Eddie             | صوت شخصية: هاري بوتر صوت شخصية: كابتن أمريكا |

| السنة | الفنان          | الأغنية       | بالإنجليزية   |
| ----- | --------------- | ------------- | ------------- |
| 2010  | شبح منتصف الليل | ليز بي فريندز | Lez Be Friend |

| السنة | اللعبة   | بالإنجليزية | ملاحظات          |
| ----- | -------- | ----------- | ---------------- |
| 2012  | فابل III | Fable III   | صوت شخصية: إليوت |

### الإعلانات
| السنة     | الإعلان                                                  | الدور            | ملاحظات |
| --------- | -------------------------------------------------------- | ---------------- | --- |
| 2010      | نظارات توم فورد                                          | مودل             | حملات الربيع/الصيف والخريف/الشتاء |
| 2014–2016 | جاغوار                                                   | مهندس/نفسه       | حملة "ميثود تو أور مادنيس" لعام 2014 لسيارة جاكوار إف-تايب، حملة "ماستر بلان" لعام 2015 لسيارة جاغوار أكس جي، وحملة "سمارت كون تشالينج" لعام 2016 لسيارة جاغوار إكس إف |
| 2016      | سكاي فايبر – رجال-إكس: نهاية العالم – الإعلان التلفزيوني | هانك ماكوي/الوحش | نشر بعد أحداث فيلم رجال-إكس: نهاية العالم |
| 2020      | أرماني – أقوياء معاً                                      | حبيب أليس باغاني | [ 36 ] |

## الجوائز والترشيحات

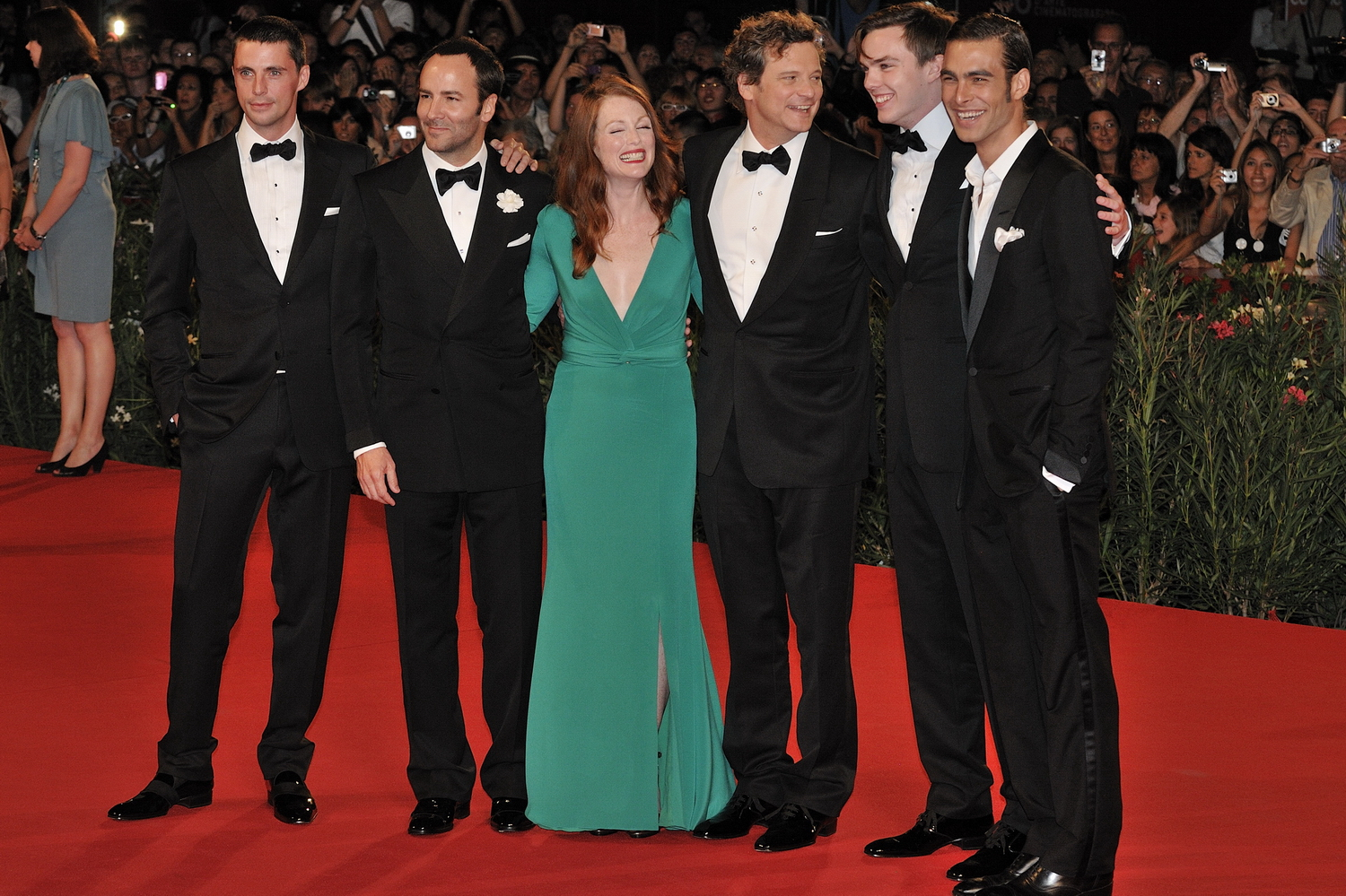
نيكولاس هولت بجانب جوليان مور، كولين فيرث، ماثيو غود، توم فورد، وجون كورتاغارينا في مهرجان البندقية السينمائي 66.

| السنة | الجائزة                                         | الفئة                          | العمل                          | النتيجة |
| ----- | ----------------------------------------------- | ------------------------------ | ------------------------------ | ------- |
| 2003  | "جائزة الفنان الصغير"                           | "أفضل أداء في فيلم روائي طويل" | عن الولد                       | ترشح    |
| 2003  | "جائزة جمعية فينيكس لنقاد السينما"              | "أفضل أداء شاب"                | عن الولد                       | فاز     |
| 2003  | "جائزة اختيار النقاد للأفلام"                   | "أفضل شاب ممثل"                | عن الولد                       | ترشح    |
| 2008  | "جائزة الحورية الذهبية"                         | "أفضل ممثل - مسلسل درامي"      | بشرات                          | ترشح    |
| 2010  | "الأكاديمية البريطانية لفنون الفيلم والتلفزيون" | "أفضل نجم"                     | صراع الجبابرة                  | ترشح    |
| 2011  | "جائزة اختيار المراهقين"                        | "اختيار الفيلم الكيميائي"      | إكس مين: فيرست كلاس            | ترشح    |
| 2011  | "جوائز بيبول تشويس"                             | "أفضل فرقة سينمائية"           | إكس مين: فيرست كلاس            | ترشح    |
| 2013  | "جائزة تين تشويس"                               | "أفضل ممثل كوميدي"             | الحب الدافئ                    | ترشح    |
| 2013  | "جائزة تين تشويس"                               | "أفضل ممثل رومنسي"             | الحب الدافئ                    | ترشح    |
| 2013  | "جائزة تين تشويس"                               | "أفضل أداء"                    | الحب الدافئ                    | فاز     |
| 2014  | "جائزة تين تشويس"                               | "أفضل مشهد"                    | رجال-إكس: أيام المستقبل الماضي | ترشح    |